# Biršála
Biršála je stará Islámská jednotka používaná pro měření objemu u obilí. Její velikost činila přibližně 8,5 l.